# Kurier Ateński
Kurier Ateński – tygodnik ukazujący się od 1988 r. w języku polskim w Atenach, w Grecji, wchodzący w skład wydawnictwa International Media Network Ltd. Wydawany jest w czwartki w nakładzie 5 tys. egzemplarzy i rozprowadzany na terenie całej Grecji i na Cyprze, a także na pokładzie samolotów PLL LOT. Kolportażem zajmuje się Grecka Agencja Kolportażu Prasy Zagranicznej.

## Profil czasopisma
Czasopismo jest adresowany do Polaków przebywających w Grecji i na Cyprze – mieszkańców i turystów. Informuje o wydarzeniach bieżących w Polsce, w Grecji i na świecie, korzystając głównie z serwisu Polskiej Agencji Prasowej. Z materiałów własnych publikuje reportaże z lokalnych imprez w środowisku polonijnym, wywiady z politykami (ukazały się m.in. wywiady z prezydentem RP i prezydentem Republiki Greckiej), artykuły dotyczące kultury greckiej oraz materiały rozrywkowe: horoskopy, krzyżówki, programy telewizyjne itp. Część kolumn zajmują ogłoszenia i reklamy, w głównej mierze dotyczące podmiotów gospodarczych prowadzonych przez Polaków lub kierujących do nich swoją ofertę.
„Kurier Ateński” jest obecny w audycji radiowej emitowanej przez Radio Athina 9,84, na falach UKF 104,4 MHz, co niedziela w godzinach 20:00-20:30, oraz na stronie WWW. Do swych osiągnięć redakcja zalicza m.in. przygotowanie wydania tomiku wierszy Wisławy Szymborskiej Koniec i początek w przekładzie greckim Nikosa Chadzinikolau.

## Redakcja
Redakcja „Kuriera Ateńskiego” mieści się w siedzibie wydawnictwa IMN Ltd., w pobliżu placu Kanigos, przy ulicy George 10, I p. w Atenach.